# Sportjahr 1866
Liste der Sportjahre

◄◄ | ◄ | 1862 | 1863 | 1864 | 1865 | Sportjahr 1866 | 1867 | 1868 | 1869 | 1870 | ► | ►►

Weitere Ereignisse

## Ereignisse

### Alpinismus
- Juni: Der englische Alpinist Francis Fox Tuckett und der Schweizer Bergführer Melchior Anderegg besteigen als Erste die Hintere Rotspitze.
- 12. September: Julius Payer gelingt gemeinsam mit Bergführer Johann Pinggera die Erstbesteigung der Tuckettspitze.
- 29. September: Julius Payer und Johann Pinggera besteigen als Erste den Monte Zebrù.
- Josef Anton Specht gelingt die Erstbesteigung der 3.089 m hohen Vesulspitze in der Samnaungruppe in Tirol.
- Kenelm Edward Digby und Peter Jenny gelingt die erste gesicherte Besteigung des Piz Palü.

### Baseball

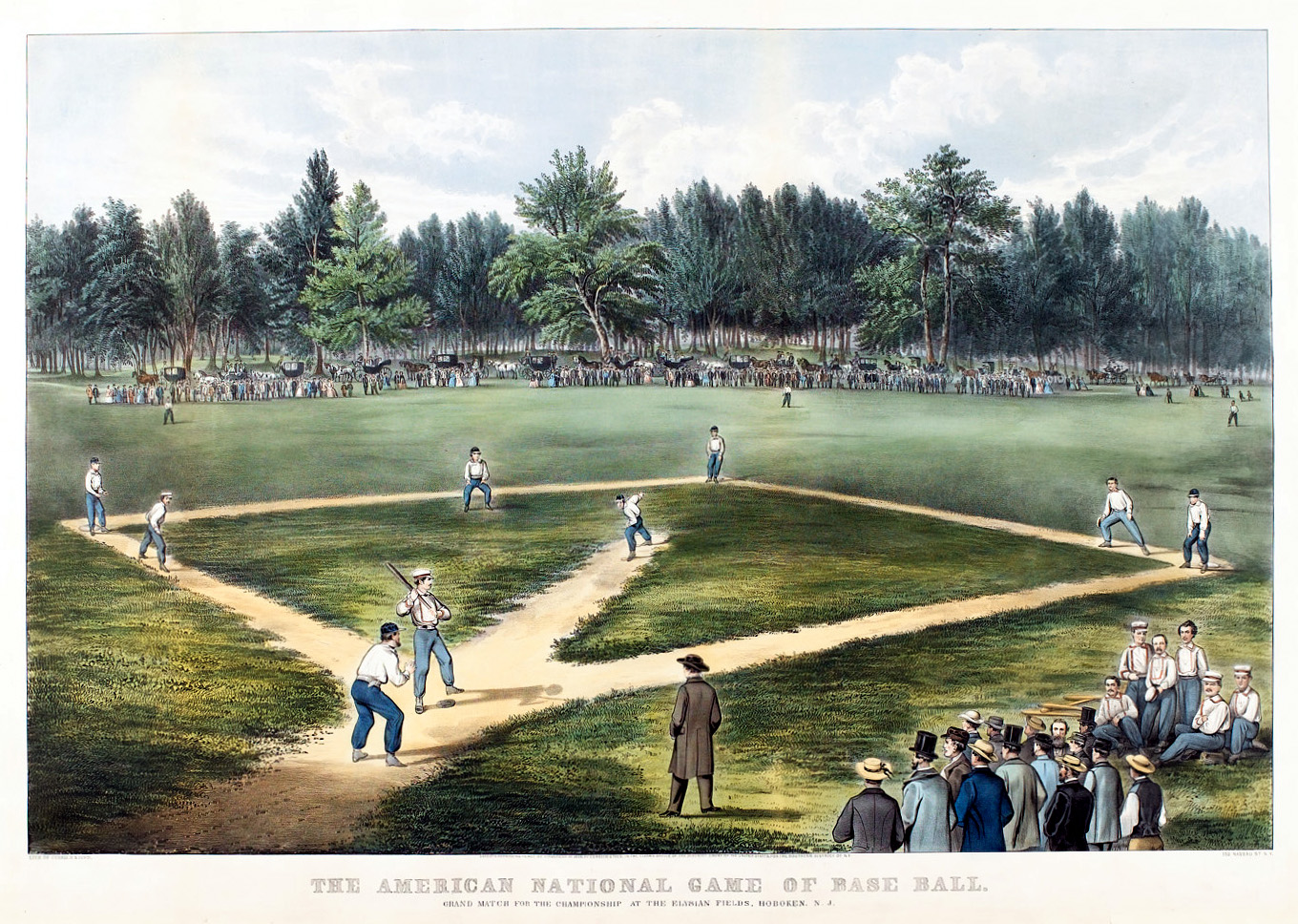
Historische Illustration von 1866

### Fußball
- In London wird der Fußballverein Upton Park FC gegründet.
- Die Abseitsregel im Fußball wird modifiziert: Pässe nach vorne sind nunmehr erlaubt. Ein Spieler befindet sich nur noch dann im Abseits, wenn er weniger als drei Spieler der gegnerischen Mannschaft vor sich hat. Mit der Modifizierung der Sheffield-Regeln wird überdies der Eckstoß eingeführt.

- Zwischen den beiden Lokalrivalen Nottingham Forest und Notts County F.C. findet das erste nachweisbare Derby in der Geschichte des Fußballs statt.

### Rudern
- 7. Februar: Der Hamburger Ruderclub Allemannia wird gegründet.
- 24. März: Oxford besiegt Cambridge im Boat Race in 25′35″.
- 26. Juli: Harvard besiegt Yale in der Harvard-Yale-Regatta in 18′43.5″.

### Sonstiges
- 11. bis 24. Dezember: James Gordon Bennett junior gewinnt das erste transozeanische Rennen dreier amerikanischer Segelyachten von New Jersey nach England mit seiner Yacht Henrietta.

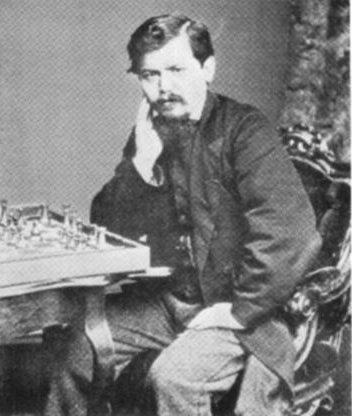
Steinitz während seines Wettkampfs mit Anderssen

- Der Böhme Wilhelm Steinitz besiegt in einem umkämpften Wettkampf in London den inoffiziellen Schachweltmeister Adolf Anderssen aus Preußen und gilt ab diesem Zeitpunkt als weltbester Schachspieler. Im gleichen Jahr besiegt er auch den Engländer Henry Edward Bird.
- Willie Park Sr. gewinnt zum dritten Mal nach 1860 und 1863 The Open Championship im Golf.
- Nachdem sich der englische Boxmeister Tom King zurückgezogen hat, wird Jem Mace nach seinem Sieg über Joe Gross neuerlich als englischer Meister anerkannt. Er ist der letzte Meister nach den London Prize Ring Rules des bare-knuckle fights.
- Der Londoner Harlequin Rugby Football Club wird gegründet.
- Adalbert gewinnt das 33. Union-Rennen auf dem Tempelhofer Feld.
- Das erste Elm-Bergturnfest wird durchgeführt.

## Geboren

### Erstes Halbjahr
- 09. Januar: John Møller, norwegischer Sportschütze († 1935)
- 15. Januar: Ernst Wagner-Hohenlobbese, deutscher Sportschütze († 1935)
- 26. Januar: John Deere Cady, US-amerikanischer Golfspieler († 1933)

- 14. Februar: William Townley, englischer Fußballspieler und -trainer († 1950)
- 15. Februar: Charles Hennemann, US-amerikanischer Diskuswerfer, Kugelstoßer und Gewichtweitwerfer († 1938)
- 16. Februar: Max von Guilleaume, deutscher Sportler († 1932)
- 22. Februar: Frederick Hughes, britischer Segler († 1956)
- 24. Februar: Hubert Van Innis, belgischer Bogenschütze und Olympiasieger († 1961)

- 24. März: Georges de la Falaise, französischer Fechter († 1910)
- 14. April: Robert Krünert, deutscher Fechter († 1945)

- 13. Mai: William Martin, US-amerikanischer Sportschütze († 1931)
- 30. Mai: Fernand Charron, französischer Rad- und Automobilrennfahrer († 1928)

- 03. Juni: Émile Kraeutler, deutsch-französischer Automobilrennfahrer († unbekannt)
- 07. Juni: Gaston de Chasseloup-Laubat, französischer Automobilrennfahrer († 1903)
- 29. Juni: Bartholomeus Roodenburch, niederländischer Schwimmer († 1939)

### Zweites Halbjahr
- 28. Juli: Albertson Van Zo Post, US-amerikanischer Fechter († 1938)
- 06. August: Allan Lard, US-amerikanischer Golfspieler († 1946)
- 12. August: Henrik Sillem, niederländischer Sportschütze († 1907)
- 15. August: Italo Santelli, italienischer Fechter und Olympionike († 1945)
- 16. August: Karl Fazer, finnischer Sportschütze († 1932)
- 31. August: Gilbert Bougnol, französischer Fechter († 1947)

- 01. September: James J. Corbett, US-amerikanischer Boxer († 1933)
- 13. September: Ole Østmo, norwegischer Sportschütze († 1923)

- 15. Oktober: Konishiki Yasokichi, japanischer Sumōringer und 17. Yokozuna († 1914)
- 25. Oktober: Theodor Siebert, deutscher Kraftsportler, Autor und Lebensreformer, Pionier des Bodybuilding und des modernen Gewichthebens († 1961)

- 01. November: Gustave Cabaret, französischer Bogenschütze († 1918)
- 06. November: Cyrille Verbrugge, belgischer Fechter († 1929)
- 07. November: Gerald Tait, britischer Segler († 1938)
- 13. November: Guy Nickalls, britischer Ruderer († 1935)
- 25. November: Franjo Bučar, kroatischer Schriftsteller und Sportfunktionär; Vater des olympischen Sports in Kroatien († 1946)
- 26. November: Charles Billings, US-amerikanischer Sportschütze († 1928)
- 28. November: Charles MacIver, britischer Segler († 1935)
- 29. November: Johan Friele, norwegischer Segler († 1927)

- 01. Dezember: Martin Formanack, US-amerikanischer Ruderer († 1947)
- 11. Dezember: Ebba Hay, schwedische Tennisspielerin († 1954)
- 17. Dezember: Konrad Stäheli, Schweizer Sportschütze († 1931)
- 18. Dezember: Holger Louis Nielsen, dänischer Fechter, Sportschütze und Leichtathlet († 1955)
- 20. Dezember: Margarette Ballard, US-amerikanische Tennisspielerin († unbekannt)
- 31. Dezember: Thomas McMeekin, britischer Segler († 1946)

### Genaues Geburtsdatum unbekannt
- Tilemachos Karakalos, griechischer Fechter und Olympionike († 1951)
- Antonios Pepanos, griechischer Schwimmer († 1918)